# Cubillos del Sil
Cubillos del Sil là một đô thị trong tỉnh León, Castile và León, Tây Ban Nha. Dân số 1.563 người.